# سليم سلامة (كاتب)
سليم سلامة (1895 - 1963)، هو طبيب وكاتب وشاعر ومترجم فلسطيني، ولد في رام الله عام 1895م وتلقى علومه الابتدائية والثانوية في القدس، وتخرج في الكلية الإنجليزية حيت تخصص بالتربية والتعليم. مارس مهنة التعليم في القدس مدة قصيرة ثم عزف عنها، فتابع تحصيله الجامعي والتحق بالجامعة الأميركية في بيروت ودرس طب الأسنان، وتخرج طبيبا عام 1921م. زاول عمله في القدس ورام الله وحيفا، ثم لجأ إلى دمشق إثر النكبة وهناك مارس فن الكتابة والترجمة، وقد غادر دمشق عام 1958م إلى مسقط رأسه وتوفي هناك عام 1963م.

## من مؤلفاته
- «على مائدة الماسونية»
- «الفصول الخمسة»
- «مرآة النفس»
- ترجم إلى العربية رواية «مصرع جبار» للروائي الروسي ايغور غوزنكو
- ترجم إلى العربية عدة روايات أمريكية: (المراهق - أثر الجاموس - صديقتي فيليكا - المواطن والمجتمع - الجاني على نفسه - كارولين وجوهرة) وجميعها مطبوعة، وترجم كتبًا ورسائل أمريكية إلى العربية، ما بين التبسيط العلمي، والدعاية السياسية والمذهبية (الماسونية).[2]
- الشعر: هو شاعر مناسبات، ومعظم شعره في الإخوانيات، يتميز بالدعابة والطرافة وخفة الظل، نفسه قصير، والباقي من شعره قليل.